# Sabinene
Il sabinene è un monoterpene  naturale con formula molecolare C10H16. È un sistema biciclico costituito da un anello ciclopentano fuso ad un anello ciclopropano.